# Widnes
Widnes è un nucleo urbano di 53 410 abitanti della contea del Cheshire, in Inghilterra. Si tratta di una località industriale cresciuta grazie all'industria chimica.

## Luoghi d'interesse
Qui si trova Catalyst, museo scientifico interamente dedicato alla chimica e alla storia dell'industria chimica.